# Dołki (województwo kujawsko-pomorskie)
Dołki – wieś w Polsce położona w województwie kujawsko-pomorskim, w powiecie chełmińskim, w gminie Chełmno.
W latach 1975–1998 miejscowość należała administracyjnie do województwa toruńskiego.

## Zabytki
Według rejestru zabytków NID na listę zabytków wpisany jest cmentarz ewangelicki z ok. 1900, nr rej.: 533 z 1.06.1987.